# Dasiops stuckenbergi
Dasiops stuckenbergi är en tvåvingeart som beskrevs av Mcalpine 1960. Dasiops stuckenbergi ingår i släktet Dasiops och familjen stjärtflugor. Inga underarter finns listade i Catalogue of Life.